# CCTV-10
CCTV-10 (中国中央电视台科教频道S)  è il decimo canale televisivo di China Central Television, la televisione pubblica della Repubblica Popolare Cinese. 
Questo canale televisivo è nato il 9 luglio 2001 ed è un canale tematico che trasmette documentari.